# Raised Fist
Raised Fist es una banda sueca de hardcore punk formada en 1993 en Luleå. Actualmente, la banda está compuesta por los guitarristas Jimmy Tikkanen y Daniel Holmgren, el bajista Andreas Johansson, vocalista Alexander "Alle" Hagman y el batería Robert Wiiand.

## Historia
Raised Fist se formó en 1993 en la ciudad sueca de Luleå, con Alexander "Alle" Hagman como vocalista principal. El nombre del grupo hace referencia a la canción de Rage Against the Machine, "Know Your Enemy" en la que se menciona: "Born with an insight and a raised fist..."
La banda tocó en el Festival de Roskilde de Escandinavia en 2004. En su momento firmaron con la discográfica Burning Heart Records, en cuyo catálogo se puede encontrar a varias bandas suecas de punk rock y hardcore punk.
En 2010, Alexander "Alle" Hagman recibió una grave descarga eléctrica durante un concierto en Sundsvall al tocar un cable eléctrico perforado por una valla antidisturbios. Se desplomó en el escenario.
El álbum de la banda Veil of Ignorance, publicado en el año 2009, se colocó en el puesto 22 de las listas suecas y fue nominado a un premio Grammy sueco. Muchas de las canciones de este álbum fueron escritas por Alexander "Alle" Hagman.
En 2013 Raised Fist firmó un contrato de dos álbumes con Epitaph Records. En 2015, después de trabajar en las canciones durante cinco años, Raised Fist lanzó el álbum From the North.

## Apariciones
El vocalista Alexander "Alle" Hagman apareció en una entrevista en la televisión sueca TV4 en la que critica la directiva de la UE sobre la aplicación de los derechos de propiedad intelectual en los países de la UE.

## Miembros
|  | Current - Alexander "Alle" Hagman – vocals (1993–present) - Jimmy Tikkanen – guitar (2011–present) - Daniel Holmgren – guitar (2002–present) - Andreas "Josse" Johansson – bass (1993–present) - Robert Wiiand – drums (2017–present) | Former - Petri "Pecka" Rönnberg – guitars (1993–1996) - "Peson" – guitars (1993–1996) - Marco Eronen – guitars (1996–2011) - Peter "Pita" Karlsson – drums (1993–1996) - Oskar Karlsson – drums (1996–2005) - Matte Modin – drums (2005–2017) |

## Discografía

### Álbumes de estudio
| Año  | Álbum                   | Posición | Certificación |
| Año  | Álbum                   | SWE      | Certificación |
| ---- | ----------------------- | -------- | ------------- |
| 1998 | Fuel                    | –        |               |
| 2000 | Ignoring the Guidelines | –        |               |
| 2002 | Dedication              | –        |               |
| 2006 | Sound of the Republic   | –        |               |
| 2009 | Veil of Ignorance       | 22       |               |
| 2015 | From the North          | 6        |               |
| 2019 | Anthems                 | 13       |               |

### EP
- You're Not Like Me (1994)
- Stronger Than Ever (1996)

### Recopilaciones
- Heartattack Vol. 1: Burning Heart Compilation (Disc 2)
- Watch Your Step (2001)
- Punk-o-Rama 6, 8
- Cheap Shots 1,2,3,4
- Hardcore for Syria